# Hò kéo pháo
"Hò kéo pháo" là bài hát của nhạc sĩ Hoàng Vân, được ông sáng tác năm 1954. 
"Hò kéo pháo" được sáng tác trong chiến dịch Điện Biên Phủ. Hoàng Vân được chứng kiến mọi diễn biến của chiến dịch, thấy được những gian nan vất vả của bộ đội ngày đêm phải đưa những cỗ pháo nặng hàng tấn vượt qua dốc núi chiếm lĩnh trận địa. Những tấm gương hi sinh anh dũng như anh hùng Tô Vĩnh Diện, Phan Đình Giót và bao đồng đội đã thôi thúc nhạc sĩ viết nên lời bài hát.
Bài hát Hò kéo pháo âm vang mãi cùng với chiến thắng lịch sử Điện Biên Phủ. Đạt giải nhất trong Đại hội văn công toàn quốc lần đầu tiên năm 1954, chính tác phẩm này đã đưa Hoàng Vân trình làng nhạc Việt và ghi tên tuổi ông vào lịch sử âm nhạc Việt Nam.

## Thông tin về tác giả
Để biết thêm chi tiết, vui lòng xem bài Hoàng Vân
Nhạc sĩ Hoàng Vân (còn có bút danh là Y-Na) tên thật Lê Văn Ngọ, sinh ra và lớn lên tại Hà Nội. Ông tham gia kháng chiến từ khi còn ít tuổi. Sáng tác tiêu biểu nhất của nhạc sĩ Hoàng Vân trong thời kì này là bài hát Hò kéo pháo. Ông có những bài hát nổi tiếng như Quảng Bình quê ta ơi, Hai chị em, Tôi là người thợ mỏ, Bài ca xây dựng, Tình ca Tây Nguyên... Hoàng Vân còn là "Nhạc sĩ của tuổi thơ" với nhiều ca khúc được các em yêu thích như Em yêu trường em, Con chim vàng khuyên, Mùa hoa phượng nở, Ca ngợi Tổ quốc... cũng như nhiều tác phẩm khí nhạc, nhạc giao hưởng. Nhạc sĩ Hoàng Vân đã được nhà nước trao tặng Giải thưởng Hồ Chí Minh về Văn học-Nghệ thuật.